# اخند
اخند، روستایی در دهستان اخند بخش مرکزی شهرستان عسلویه در استان بوشهر ایران است. این روستا، مرکز دهستان اخند است.
این روستا در فاصله ۱۵ کیلومتری از شهر بندر عسلویه قرار دارد.

## جمعیت
بر پایه سرشماری عمومی نفوس و مسکن در سال ۱۳۹۵، جمعیت این روستا برابر با ۶،۷۷۵ نفر (۹۰۶ خانوار) بوده‌است. اکثریت اهالی این روستا عرب و اهل تسنن هستند و به زبان عربی تکلم می نمایند. 